# Digital Farm Animals
Digital Farm Animals (* 1989 als Nicholas Gale in Stanmore, London) ist ein britischer DJ, Musikproduzent, Songwriter und Sänger.

## Biografie
Nicholas Gale wurde in Stanmore im Nordwesten Londons geboren. Im Alter von 13 Jahren produzierte er erstmals eigene Musik und verwendete hierfür das Programm Fruity Loops. Er studierte an der University of Nottingham und veröffentlichte 2013 seine erste EP Bugged Out, welche ihm erste Aufmerksamkeit verschaffte. 2015 schloss er einen Plattenvertrag mit Syco Records, dem Musiklabel von Simon Cowell, ab.
Noch im selben Jahr folgten erste erfolgreiche Produktionen, darunter die Singles Rio mit dem belgischen DJ Netsky sowie Be the One mit Dua Lipa, zudem veröffentlichte er seine erste Solo-Single True. Be the One wurde ab Anfang 2016 ein internationaler Erfolg. Im Januar folgte mit Work It Out eine weitere Zusammenarbeit mit Netsky, die wie der Vorgänger Rio eine Top-10-Platzierung in Belgien erreichte.
Seinen ersten größeren Hit in seiner Heimat erzielte Digital Farm Animals mit Millionaire in Zusammenarbeit mit dem US-amerikanischen Trio Cash Cash und dem Rapper Nelly, der bis auf Platz 25 der britischen Charts stieg. Weitere Erfolge gelangen ihm 2016 unter anderem mit Galantis und Sigala.
Im Sommer 2017 erzielte er mit Back to You in Zusammenarbeit mit Louis Tomlinson und Bebe Rexha einen weltweiten Hit und erreichte unter anderem die Top 10 der britischen Charts sowie seine erste Platzierung in den Billboard Hot 100. Im Oktober folgte die Veröffentlichung des zusammen mit Alan Walker und Noah Cyrus aufgenommenen Songs All Falls Down, der unter anderem Platz eins in Norwegen erreichte. Zudem war er als Songwriter am Hit Anywhere von Rita Ora beteiligt.

## Diskografie

### EPs
- 2013: Bugged Out

### Singles als Leadmusiker
| Jahr | Titel Album                                  | Höchstplatzierung, Gesamtwochen, AuszeichnungChartsChartplatzierungen (Jahr, Titel, Album, Platzierungen, Wochen, Auszeichnungen, Anmerkungen) | Anmerkungen                                                                       |
| Jahr | Titel Album                                  | UK | Anmerkungen                                                                       |
| ---- | -------------------------------------------- | --- | --------------------------------------------------------------------------------- |
| 2016 | Millionaire Blood, Sweat & 3 Years (Remixes) | UK25 Gold · (18 Wo.)UK | Erstveröffentlichung: 3. Juni 2016 Verkäufe: + 450.000; mit Cash Cash feat. Nelly |
| 2016 | Only One –                                   | UK53 Silber · (9 Wo.)UK | Erstveröffentlichung: 2. Dezember 2016 Verkäufe: + 200.000; mit Sigala            |

Weitere Singles
- 2015: Didn’t Know (mit Yasmin)
- 2015: True
- 2016: Wanna Know (mit Youthonix feat. R. Kelly)
- 2017: Digital Love (feat. Hailee Steinfeld)
- 2018: Say My Name (feat. Iman)
- 2018: Tokyo Nights (mit Dragonette & Shaun Frank)
- 2019: Lookin’ For (mit Danny Ocean)
- 2019: Next to You (mit Becky G feat. Rvssian)
- 2019: Without You Now (mit AJ Mitchell)
- 2019: Drowning (mit Sorana & Franklin)
- 2019: Summertime Love (mit Captain Cuts)
- 2019: Paranoia (feat. Alec King)
- 2019: Gold
- 2020: Ballin’ (mit Gaullin feat. Tim North)

### Singles als Gastmusiker
| Jahr | Titel Album                    | Höchstplatzierung, Gesamtwochen, AuszeichnungChartplatzierungen (Jahr, Titel, Album, Platzierungen, Wochen, Auszeichnungen, Anmerkungen) | Höchstplatzierung, Gesamtwochen, AuszeichnungChartplatzierungen (Jahr, Titel, Album, Platzierungen, Wochen, Auszeichnungen, Anmerkungen) | Höchstplatzierung, Gesamtwochen, AuszeichnungChartplatzierungen (Jahr, Titel, Album, Platzierungen, Wochen, Auszeichnungen, Anmerkungen) | Höchstplatzierung, Gesamtwochen, AuszeichnungChartplatzierungen (Jahr, Titel, Album, Platzierungen, Wochen, Auszeichnungen, Anmerkungen) | Höchstplatzierung, Gesamtwochen, AuszeichnungChartplatzierungen (Jahr, Titel, Album, Platzierungen, Wochen, Auszeichnungen, Anmerkungen) | Anmerkungen |
| Jahr | Titel Album                    | DE | AT | CH | UK | US | Anmerkungen |
| ---- | ------------------------------ | --- | --- | --- | --- | --- | --- |
| 2017 | Back to You –                  | DE51 (10 Wo.)DE | AT21 (12 Wo.)AT | CH47 (11 Wo.)CH | UK8 Platin · (14 Wo.)UK | US40 Platin · (10 Wo.)US | Erstveröffentlichung: 21. Juli 2017 Verkäufe: + 2.215.000; Louis Tomlinson feat. Bebe Rexha & Digital Farm Animals |
| 2017 | All Falls Down –               | DE75 Gold · (1 Wo.)DE | AT29 Gold · (9 Wo.)AT | CH29 Platin · (23 Wo.)CH | UK87 Silber · (7 Wo.)UK | US— GoldUS | Erstveröffentlichung: 27. Oktober 2017 Verkäufe: + 1.700.000; Alan Walker feat. Noah Cyrus & Digital Farm Animals  |
| 2020 | Really Love All Over the Place | — | — | — | UK3 Platin · (19 Wo.)UK | — | Erstveröffentlichung: 23. Oktober 2020 Verkäufe: + 600.000; KSI feat. Craig David & Digital Farm Animals           |
| 2021 | Don’t Play All Over the Place  | — | — | — | UK2 Platin · (23 Wo.)UK | — | Erstveröffentlichung: 15. Januar 2021 Verkäufe: + 600.000; mit KSI & Anne-Marie                                    |

Weitere Gastbeiträge
- 2015: Rio (Netsky feat. Digital Farm Animals)
- 2015: Work It Out (Netsky feat. Digital Farm Animals)
- 2017: Touch the Sky (Cedric Gervais feat. Digital Farm Animals & Dallas Austin)
- 2017: Arms Around Me (Hook n Sling feat. Digital Farm Animals)

## Autorenbeteiligungen und Produktionen
| Jahr | Titel Interpretation                  | Höchstplatzierung, Gesamtwochen, AuszeichnungChartplatzierungen (Jahr, Titel, Interpretation, Platzierungen, Wochen, Auszeichnungen, Anmerkungen) | Höchstplatzierung, Gesamtwochen, AuszeichnungChartplatzierungen (Jahr, Titel, Interpretation, Platzierungen, Wochen, Auszeichnungen, Anmerkungen) | Höchstplatzierung, Gesamtwochen, AuszeichnungChartplatzierungen (Jahr, Titel, Interpretation, Platzierungen, Wochen, Auszeichnungen, Anmerkungen) | Höchstplatzierung, Gesamtwochen, AuszeichnungChartplatzierungen (Jahr, Titel, Interpretation, Platzierungen, Wochen, Auszeichnungen, Anmerkungen) | Höchstplatzierung, Gesamtwochen, AuszeichnungChartplatzierungen (Jahr, Titel, Interpretation, Platzierungen, Wochen, Auszeichnungen, Anmerkungen) | Anmerkungen                                                  |
| Jahr | Titel Interpretation                  | DE | AT | CH | UK | US | Anmerkungen                                                  |
| ---- | ------------------------------------- | --- | --- | --- | --- | --- | ------------------------------------------------------------ |
| 2015 | Be the One Dua Lipa                   | DE11 Platin · (28 Wo.)DE | AT7 (23 Wo.)AT | CH11 (23 Wo.)CH | UK9 ×2Doppelplatin · (25 Wo.)UK | US— GoldUS | Erstveröffentlichung: 30. Oktober 2015 Verkäufe: + 2.850.000 |
| 2016 | No Money Galantis                     | DE10 Platin · (29 Wo.)DE | AT9 Gold · (26 Wo.)AT | CH13 Gold · (28 Wo.)CH | UK4 ×2Doppelplatin · (28 Wo.)UK | US88 Platin · (5 Wo.)US | Erstveröffentlichung: 31. März 2016 Verkäufe: + 3.510.000    |
| 2017 | Feel Good Felix Jaehn × Mike Williams | DE72 Gold · (11 Wo.)DE | AT66 (4 Wo.)AT | — | — | — | Erstveröffentlichung: 4. August 2017 Verkäufe: + 200.000     |
| 2017 | Anywhere Rita Ora                     | DE18 Gold · (25 Wo.)DE | AT18 Gold · (19 Wo.)AT | CH7 Platin · (31 Wo.)CH | UK2 ×2Doppelplatin · (32 Wo.)UK | — | Erstveröffentlichung: 20. Oktober 2017 Verkäufe: + 2.195.000 |
| 2018 | Only You Cheat Codes & Little Mix     | — | — | — | UK13 Platin · (15 Wo.)UK | — | Erstveröffentlichung: 22. Juni 2018 Verkäufe: + 720.000      |
| 2018 | Empty Space James Arthur              | DE99 (1 Wo.)DE | AT63 (1 Wo.)AT | CH40 (13 Wo.)CH | UK22 Gold · (17 Wo.)UK | — | Erstveröffentlichung: 19. Oktober 2018 Verkäufe: + 420.000   |

Weitere Autorenbeteiligungen und Produktionen (Auswahl)
- 2017: Stay Together (Noah Cyrus)
- 2018: Lonely (Matoma feat. MAX)

## Auszeichnungen für Musikverkäufe
| Goldene Schallplatte - Australien - 2018: für die Single All Falls Down - 2019: für die Single Millionaire - Belgien - 2015: für die Autorenbeteiligung Rio (Netsky) - 2017: für die Single Back to You - 2018: für die Autorenbeteiligung Anywhere (Rita Ora) - Brasilien - 2021: für die Autorenbeteiligung Empty Space (James Arthur) - Dänemark - 2018: für die Single Back to You - 2019: für die Autorenbeteiligung und Produktion Be the One (Dua Lipa) - 2020: für die Single All Falls Down - Frankreich - 2019: für die Autorenbeteiligung Anywhere (Rita Ora) - 2020: für die Single All Falls Down - Italien - 2017: für die Single Back to You - 2018: für die Autorenbeteiligung Anywhere (Rita Ora) - 2018: für die Single All Falls Down - Kanada - 2018: für die Autorenbeteiligung Anywhere (Rita Ora) - 2018: für die Autorenbeteiligung und Produktion Be the One (Dua Lipa) - Mexiko - 2020: für die Autorenbeteiligung und Produktion Only You (Cheat Codes & Little Mix) - Neuseeland - 2016: für die Autorenbeteiligung No Money (Galantis) - 2016: für die Autorenbeteiligung und Produktion Be the One (Dua Lipa) - 2017: für die Single Millionaire - 2018: für die Autorenbeteiligung Anywhere (Rita Ora) - Polen - 2017: für die Single Back to You - 2019: für die Autorenbeteiligung und Produktion Only You (Cheat Codes & Little Mix) - Portugal - 2019: für die Single Anywhere - Schweden - 2017: für die Autorenbeteiligung und Produktion Be the One (Dua Lipa) - 2017: für die Single Back to You - Spanien - 2018: für die Autorenbeteiligung Anywhere (Rita Ora) | Platin-Schallplatte - Australien - 2016: für die Autorenbeteiligung No Money (Galantis) - Belgien - 2016: für die Autorenbeteiligung No Money (Galantis) - 2017: für die Autorenbeteiligung und Produktion Be the One (Dua Lipa) - Brasilien - 2019: für die Single Anywhere - 2021: für die Autorenbeteiligung und Produktion Only You (Cheat Codes & Little Mix) - Dänemark - 2016: für die Autorenbeteiligung No Money (Galantis) - 2021: für die Autorenbeteiligung Anywhere (Rita Ora) - Frankreich - 2017: für die Autorenbeteiligung No Money (Galantis) - Kanada - 2017: für die Single Back to You - 2018: für die Single All Falls Down - 2023: für die Single Tokyo Nights - Mexiko - 2020: für die Single All Falls Down - Neuseeland - 2018: für die Single Back to You - 2020: für die Single Rio - Niederlande - 2018: für die Single All Falls Down - 2018: für die Autorenbeteiligung Anywhere (Rita Ora) - Norwegen - 2020: für die Single Back to You - 2020: für die Autorenbeteiligung Anywhere - Portugal - 2020: für die Single No Money - Spanien - 2024: für die Single All Falls Down 2× Platin-Schallplatte - Australien - 2016: für die Autorenbeteiligung und Produktion Be the One (Dua Lipa) - Irland - 2018: für die Autorenbeteiligung und Produktion Be the One (Dua Lipa) - Italien - 2018: für die Autorenbeteiligung und Produktion Be the One (Dua Lipa) - Kanada - 2020: für die Autorenbeteiligung No Money (Galantis) - Mexiko - 2020: für die Single Back to You - Niederlande - 2016: für die Autorenbeteiligung und Produktion Be the One (Dua Lipa) - Polen - 2021: für die Single All Falls Down - Spanien - 2016: für die Autorenbeteiligung No Money (Galantis) | 3× Platin-Schallplatte - Australien - 2019: für die Single Back to You - 2019: für die Autorenbeteiligung Anywhere (Rita Ora) - Brasilien - 2020: für die Autorenbeteiligung No Money (Galantis) - Italien - 2017: für die Autorenbeteiligung No Money (Galantis) - Schweden - 2021: für die Single All Falls Down Diamantene Schallplatte - Polen - 2018: für die Autorenbeteiligung No Money (Galantis) - 2020: für die Autorenbeteiligung Anywhere (Rita Ora) - 2021: für die Autorenbeteiligung und Produktion Be the One (Dua Lipa) |

Anmerkung: Auszeichnungen in Ländern aus den Charttabellen bzw. Chartboxen sind in ebendiesen zu finden.
| Land/RegionAuszeichnungen für Musikverkäufe (Land/Region, Auszeichnungen, Verkäufe, Quellen) | Silber     | Gold       | Platin       | Diamant     | Verkäufe  | Quellen                    |
| -------------------------------------------------------------------------------------------- | ---------- | ---------- | ------------ | ----------- | --------- | -------------------------- |
| Australien (ARIA)                                                                            | —          | 2× Gold2   | 9× Platin9   | —           | 700.000   | aria.com.au                |
| Belgien (BRMA)                                                                               | —          | 3× Gold3   | 2× Platin2   | —           | 100.000   | ultratop.be                |
| Brasilien (PMB)                                                                              | —          | —          | 5× Platin5   | —           | 200.000   | pro-musicabr.org.br        |
| Dänemark (IFPI)                                                                              | —          | 3× Gold3   | 2× Platin2   | —           | 315.000   | ifpi.dk                    |
| Deutschland (BVMI)                                                                           | —          | 3× Gold3   | 2× Platin2   | —           | 1.400.000 | musikindustrie.de          |
| Frankreich (SNEP)                                                                            | —          | 2× Gold2   | Platin1      | —           | 350.000   | snepmusique.com            |
| Irland (IRMA)                                                                                | —          | —          | 2× Platin2   | —           | 30.000    | Einzelnachweise            |
| Italien (FIMI)                                                                               | —          | 3× Gold3   | 5× Platin5   | —           | 325.000   | fimi.it                    |
| Kanada (MC)                                                                                  | —          | 2× Gold2   | 5× Platin5   | —           | 480.000   | musiccanada.com            |
| Mexiko (AMPROFON)                                                                            | —          | Gold1      | 3× Platin3   | —           | 250.000   | amprofon.com.mx            |
| Neuseeland (RMNZ)                                                                            | —          | 4× Gold4   | 2× Platin2   | —           | 120.000   | radioscope.co.nz           |
| Niederlande (NVPI)                                                                           | —          | —          | 4× Platin4   | —           | 160.000   | nvpi.nl                    |
| Norwegen (IFPI)                                                                              | —          | —          | 2× Platin2   | —           | 120.000   | ifpi.no                    |
| Österreich (IFPI)                                                                            | —          | 3× Gold3   | —            | —           | 45.000    | ifpi.at                    |
| Polen (ZPAV)                                                                                 | —          | 2× Gold2   | 2× Platin2   | 3× Diamant3 | 530.000   | olis.pl                    |
| Portugal (AFP)                                                                               | —          | Gold1      | Platin1      | —           | 15.000    | Einzelnachweise            |
| Schweden (IFPI)                                                                              | —          | 2× Gold2   | 3× Platin3   | —           | 280.000   | sverigetopplistan.se       |
| Schweiz (IFPI)                                                                               | —          | Gold1      | 2× Platin2   | —           | 55.000    | hitparade.ch musikwoche.de |
| Spanien (Promusicae)                                                                         | —          | Gold1      | 3× Platin3   | —           | 160.000   | elportaldemusica.es        |
| Vereinigte Staaten (RIAA)                                                                    | —          | 2× Gold2   | 2× Platin2   | —           | 3.000.000 | riaa.com                   |
| Vereinigtes Königreich (BPI)                                                                 | 2× Silber2 | 2× Gold2   | 10× Platin10 | —           | 7.200.000 | bpi.co.uk                  |
| Insgesamt                                                                                    | 2× Silber2 | 37× Gold37 | 67× Platin67 | 3× Diamant3 |           |                            |